# Nati nel 1998/Febbraio
| Questa pagina contiene informazioni ricavate automaticamente dalle voci biografiche con l'ausilio del template Bio e di un bot. L'aggiornamento è periodico e automatico e ricostruisce completamente la pagina. Se manca una persona in questa lista, sei pregato di non aggiungerla, ma accertati piuttosto che la sua voce biografica contenga il template Bio e che i dati anagrafici siano correttamente compilati. Se il template Bio manca, inseriscilo tu stesso o, in alternativa, metti l'avviso {{tmp\|Bio}} che ne segnala la mancanza. Se i dati riportati sono sbagliati, correggi direttamente la voce biografica; le modifiche saranno visibili in questa lista entro pochi giorni. Per chiarimenti vedi il progetto biografie. La lista contiene solo le 391 persone che sono citate nell'enciclopedia e per le quali è stato implementato correttamente il template Bio. Pagina aggiornata al 18 ago 2025. |

- 1º febbraio - Zé Marcos, calciatore brasiliano
- 1º febbraio - Kipyegon Bett, mezzofondista keniota († 2024)
- 1º febbraio - Bruno Felipe de Oliveira, calciatore brasiliano
- 1º febbraio - Djibril Diani, calciatore francese
- 1º febbraio - Laura Freigang, calciatrice tedesca
- 1º febbraio - Michael Hughes, cestista statunitense
- 1º febbraio - Stefan Kozlov, tennista macedone
- 1º febbraio - Joseph Paintsil, calciatore ghanese
- 1º febbraio - Nikolaus Pföderl, ex sciatore alpino tedesco
- 1º febbraio - Aleksa Radanov, cestista serbo
- 1º febbraio - Marko Stojanović, calciatore serbo
- 1º febbraio - Maksim Vitjugov, calciatore russo
- 2 febbraio - Maxime Awoudja, calciatore tedesco
- 2 febbraio - Denis Baumgartner, calciatore slovacco
- 2 febbraio - Matěj Chaluš, calciatore ceco
- 2 febbraio - Giuseppe Cuomo, calciatore italiano
- 2 febbraio - David Dekker, ciclista su strada olandese
- 2 febbraio - Luis Donaldo Hernández, calciatore messicano
- 2 febbraio - Chonlathorn Kongyingyong, attore televisivo e cantante thailandese
- 2 febbraio - Bruno Lourenço, calciatore portoghese
- 2 febbraio - Cyprian Mrzygłód, giavellottista polacco
- 2 febbraio - Clara Pijolet, ex sciatrice alpina francese
- 2 febbraio - Hazem Shehata, calciatore qatariota
- 2 febbraio - Nicole Tompkins, attrice e doppiatrice statunitense
- 2 febbraio - Marijan Ćavar, calciatore bosniaco
- 2 febbraio - Tuğba Şenoğlu, pallavolista turca
- 3 febbraio - Ömer Al, cestista turco
- 3 febbraio - Gustav Henriksson, calciatore svedese
- 3 febbraio - Tyler Huntley, giocatore di football americano statunitense
- 3 febbraio - Marko Ilić, calciatore serbo
- 3 febbraio - Charlie Moore, cestista statunitense
- 3 febbraio - Fran Navarro, calciatore spagnolo
- 3 febbraio - Mohamed Rassil, cestista tunisino
- 3 febbraio - Blás Riveros, calciatore paraguaiano
- 3 febbraio - Isaiah Roby, cestista statunitense
- 3 febbraio - Peter-Lee Vassell, calciatore giamaicano
- 3 febbraio - Jasmine Walker, cestista statunitense
- 3 febbraio - Yang Hao, tuffatore cinese
- 3 febbraio - Johannes Zirngibl, giocatore di football americano tedesco
- 4 febbraio - Beatrice Bianchi, fondista di corsa in montagna italiana
- 4 febbraio - Nélson da Luz, calciatore angolano
- 4 febbraio - Eray Cömert, calciatore svizzero
- 4 febbraio - Valentina Gemetto, mezzofondista italiana
- 4 febbraio - Jules Houplain, attore e modello francese
- 4 febbraio - Phurba Lachenpa, calciatore indiano
- 4 febbraio - Kaylah McPhee, tennista australiana
- 4 febbraio - Alessandro Monaco, ex ciclista su strada italiano
- 4 febbraio - Malik Monk, cestista statunitense
- 4 febbraio - Pape-Alioune Ndiaye, calciatore francese
- 4 febbraio - Omar Haktab Traoré, calciatore tedesco
- 4 febbraio - Maximilian Wöber, calciatore austriaco
- 4 febbraio - Marin Šverko, calciatore croato
- 4 febbraio - Mihăiță Țigănescu, canottiere rumeno
- 5 febbraio - Jamie Brandon, calciatore scozzese
- 5 febbraio - Ibrahima Condé, calciatore guineano
- 5 febbraio - Luigi Fedele, attore italiano
- 5 febbraio - Angus Gill, cantante australiano
- 5 febbraio - Kristóf Hinora, calciatore ungherese
- 5 febbraio - Rodions Kurucs, cestista lettone
- 5 febbraio - Dani Morer, calciatore spagnolo
- 5 febbraio - Davit Samurk'asovi, calciatore georgiano
- 5 febbraio - Rafael Santos, calciatore brasiliano
- 5 febbraio - Ben Sheaf, calciatore inglese
- 5 febbraio - Inal Tasoev, judoka russo
- 5 febbraio - Marcelo Velasco, calciatore boliviano
- 5 febbraio - Tai Wynyard, cestista neozelandese
- 5 febbraio - Syahmi Safari, calciatore malaysiano
- 5 febbraio - Özer Özdemir, calciatore francese
- 6 febbraio - Daniel Aguilar, calciatore messicano
- 6 febbraio - Francis Cann, calciatore ghanese
- 6 febbraio - Žiga Frelih, calciatore sloveno
- 6 febbraio - Luis Iberico, calciatore peruviano
- 6 febbraio - Ryōtarō Itō, calciatore giapponese
- 6 febbraio - Kim Jae-woo, calciatore sudcoreano
- 6 febbraio - David Long, giocatore di football americano statunitense
- 6 febbraio - Ignacio Neira, calciatore uruguaiano
- 6 febbraio - Ide Schelling, ciclista su strada olandese
- 6 febbraio - Dillon Stoner, giocatore di football americano statunitense
- 7 febbraio - Marcelo Alves, calciatore brasiliano
- 7 febbraio - Luis José Hernández Paniagua, calciatore costaricano
- 7 febbraio - Igor Liziero, calciatore brasiliano
- 7 febbraio - Michael Folorunsho, calciatore italiano
- 7 febbraio - Grigorij Motovilov, cestista russo
- 7 febbraio - Monica Okoye, cestista giapponese
- 7 febbraio - Jetmir Topalli, calciatore kosovaro
- 7 febbraio - Martin Vantruba, calciatore slovacco
- 7 febbraio - Alejandro Zendejas, calciatore statunitense
- 7 febbraio - Igor Julio dos Santos de Paulo, calciatore brasiliano
- 8 febbraio - Kelvin Amian, calciatore francese
- 8 febbraio - Marcos Arturia, calciatore argentino
- 8 febbraio - Rhys Carre, rugbista a 15 britannico
- 8 febbraio - Choe Song-hyok, calciatore nordcoreano
- 8 febbraio - Mateusz Czyżycki, calciatore polacco
- 8 febbraio - Valentin Ferron, ciclista su strada francese
- 8 febbraio - Jaime Giraldo, calciatore colombiano
- 8 febbraio - Andreaw Gravillon, calciatore francese
- 8 febbraio - Rui Hachimura, cestista giapponese
- 8 febbraio - Dino Halilović, calciatore croato
- 8 febbraio - Miharu Hanai, doppiatrice giapponese
- 8 febbraio - Elton Kabangu, calciatore belga
- 8 febbraio - Vital' Lisakovič, calciatore bielorusso
- 8 febbraio - Orlando Luz, tennista brasiliano
- 8 febbraio - Giovanni Tiepo, calciatore brasiliano
- 9 febbraio - Cem Bölükbaşı, pilota automobilistico turco
- 9 febbraio - Jake Curhan, giocatore di football americano statunitense
- 9 febbraio - Cobie Durant, giocatore di football americano statunitense
- 9 febbraio - Giovanni Esposito, judoka italiano
- 9 febbraio - Isabella Gómez, attrice colombiana
- 9 febbraio - Marina Kaye, cantante francese
- 9 febbraio - Hugo Keto, calciatore finlandese
- 9 febbraio - Amos Kirui, siepista e mezzofondista keniota
- 9 febbraio - Svante Kohala, slittinista svedese
- 9 febbraio - Evans Mensah, calciatore ghanese
- 9 febbraio - Nardin Mulahusejnović, calciatore bosniaco
- 9 febbraio - Tsiki Ntsabeleng, calciatore sudafricano
- 9 febbraio - Kene Nwangwu, giocatore di football americano statunitense
- 9 febbraio - Sebastiano Parolini, mezzofondista italiano
- 9 febbraio - Muammer Sarıkaya, calciatore turco
- 9 febbraio - Sasha Weemaes, ciclista su strada e pistard belga
- 10 febbraio - Tyler Bey, cestista statunitense
- 10 febbraio - Juanma Bravo, calciatore spagnolo
- 10 febbraio - Aitor Buñuel, calciatore spagnolo
- 10 febbraio - Chauncey Golston, giocatore di football americano statunitense
- 10 febbraio - Ahmed Hamdi, calciatore egiziano
- 10 febbraio - Madeline Haynes, pallavolista statunitense
- 10 febbraio - Benedicte Håland, calciatrice norvegese
- 10 febbraio - Elvir Ibišević, ex calciatore bosniaco
- 10 febbraio - Marcin Listkowski, calciatore polacco
- 10 febbraio - Andrij Lysec'kyj, slittinista ucraino
- 10 febbraio - Jonah Mathews, cestista statunitense
- 10 febbraio - Bruno Miranda, calciatore boliviano
- 10 febbraio - Herman Moussaki, calciatore congolese (Repubblica del Congo)
- 10 febbraio - Loïc Prévot, velocista francese
- 10 febbraio - Quincy Roche, giocatore di football americano statunitense
- 10 febbraio - Agustín Rodríguez, calciatore uruguaiano
- 10 febbraio - Sof'ja Sapega, attivista russa
- 10 febbraio - Richelor Sprangers, calciatore haitiano
- 10 febbraio - Igor Zlatanović, calciatore serbo
- 11 febbraio - Jason Chikere, giocatore di football americano tedesco
- 11 febbraio - Carel Eiting, calciatore olandese
- 11 febbraio - Felix Götze, calciatore tedesco
- 11 febbraio - Andy Scott Harris, attore ucraino
- 11 febbraio - Josh Jacobs, giocatore di football americano statunitense
- 11 febbraio - Jhojan Julio, calciatore ecuadoriano
- 11 febbraio - Niklas Kaul, multiplista tedesco
- 11 febbraio - Garance Marillier, attrice francese
- 11 febbraio - Malte Amundsen, calciatore danese
- 11 febbraio - Adrian Petre, calciatore rumeno
- 11 febbraio - Khalid, cantautore statunitense
- 11 febbraio - Matheusinho, calciatore brasiliano
- 11 febbraio - Lauren Tsai, attrice, modella e illustratrice statunitense
- 11 febbraio - Tömör-Ochiryn Tulga, lottatore mongolo
- 11 febbraio - Petar Višić, pallavolista croato
- 11 febbraio - Olivia Welch, attrice statunitense
- 11 febbraio - Giorgia Zannoni, pallavolista italiana
- 12 febbraio - Yungeen Ace, rapper statunitense
- 12 febbraio - Jeff Chabot, calciatore tedesco
- 12 febbraio - Cristian Cruz, calciatore uruguaiano
- 12 febbraio - Alessandra Dri, calciatrice italiana
- 12 febbraio - Ferdy Druijf, calciatore olandese
- 12 febbraio - Andy Fisher, calciatore inglese
- 12 febbraio - Yonatan Irrazábal, calciatore uruguaiano
- 12 febbraio - Li Dayin, sollevatore cinese
- 12 febbraio - Mohamed Marhoon, calciatore bahreinita
- 12 febbraio - Manuel Namora, calciatore portoghese
- 12 febbraio - Gianmarco Nicosia, pallanuotista italiano
- 12 febbraio - Vittoria Piani, pallavolista italiana
- 12 febbraio - River Radamus, sciatore alpino statunitense
- 12 febbraio - Virginia Scardanzan, astista italiana
- 12 febbraio - Ena Shibahara, tennista statunitense
- 12 febbraio - Bruno Veglio, calciatore uruguaiano
- 12 febbraio - Mateus Vital, calciatore brasiliano
- 13 febbraio - Raphael Ayagwa, calciatore nigeriano
- 13 febbraio - Kilian Bevis, calciatore francese
- 13 febbraio - Keinan Davis, calciatore inglese
- 13 febbraio - Leah Edmond, pallavolista statunitense
- 13 febbraio - Sebastián Ferreira, calciatore paraguaiano
- 13 febbraio - Liam Fraser, calciatore canadese
- 13 febbraio - Gian Marco Moroni, tennista italiano
- 13 febbraio - Birk Risa, calciatore norvegese
- 13 febbraio - Nigel Robertha, calciatore olandese
- 13 febbraio - Julien Serrano, calciatore francese
- 13 febbraio - Almaz Smanbekov, lottatore kirghiso
- 13 febbraio - Khalifa St. Fort, velocista trinidadiana
- 13 febbraio - İsmayıl İbrahimli, calciatore azero
- 14 febbraio - Jonathan Aberdein, pilota automobilistico sudafricano
- 14 febbraio - Ammar Al-Rushaidi, calciatore omanita
- 14 febbraio - Meshaal Barsham, calciatore qatariota
- 14 febbraio - Sander Berge, calciatore norvegese
- 14 febbraio - Ilson Cedric Borges de Acácio Lima, calciatore brasiliano
- 14 febbraio - Nicolò Casale, calciatore italiano
- 14 febbraio - Aiden Curtiss, modella britannica
- 14 febbraio - Amar Gegić, cestista bosniaco
- 14 febbraio - Adrián Iglesias, pallavolista portoricano
- 14 febbraio - Shunsuke Imamura, pistard e ciclista su strada giapponese
- 14 febbraio - Giannīs Kiakos, calciatore greco
- 14 febbraio - Taylor Knibb, triatleta e ciclista su strada statunitense
- 14 febbraio - Dar'ja Kuril'čuk, cestista russa
- 14 febbraio - Shinji Nakano, pistard giapponese
- 14 febbraio - Tetjana Rižko, lottatrice ucraina
- 14 febbraio - Spencer Smith, ex sciatore alpino statunitense
- 14 febbraio - Tej Tamang, calciatore nepalese
- 14 febbraio - Isaac Twum, calciatore ghanese
- 14 febbraio - Mack Wilson, giocatore di football americano statunitense
- 15 febbraio - Artur Victor Guimarães, calciatore brasiliano
- 15 febbraio - Wuilker Faríñez, calciatore venezuelano
- 15 febbraio - Willie Gay, giocatore di football americano statunitense
- 15 febbraio - Zachary Gordon, attore, doppiatore e cantante statunitense
- 15 febbraio - Rapolas Ivanauskas, cestista lituano
- 15 febbraio - Felipe Jonatan Rocha Andrade, calciatore brasiliano
- 15 febbraio - Lion Lauberbach, calciatore tedesco
- 15 febbraio - Jemima Montag, marciatrice australiana
- 15 febbraio - Luca Mozzato, ciclista su strada italiano
- 15 febbraio - Andrey Ramos do Nascimento, calciatore brasiliano
- 15 febbraio - Omar Richards, calciatore inglese
- 15 febbraio - George Russell, pilota automobilistico britannico
- 15 febbraio - Vinko Soldo, calciatore croato
- 15 febbraio - Simona Sorrentino, cestista italiana
- 15 febbraio - Berkay Özcan, calciatore tedesco
- 15 febbraio - David Šimek, calciatore ceco
- 16 febbraio - Trevon Allen, cestista statunitense
- 16 febbraio - Moreto Cassamá, calciatore guineense
- 16 febbraio - Emily Chebet Kipchumba, mezzofondista e maratoneta keniota
- 16 febbraio - Marco Friedrich, ex ciclista su strada austriaco
- 16 febbraio - Cédric Gasser, calciatore svizzero
- 16 febbraio - Paula Ginzo, cestista spagnola
- 16 febbraio - Jaizec Lottie, cestista statunitense
- 16 febbraio - Gonzalo Pintos, calciatore uruguaiano
- 16 febbraio - Lucas Pos, calciatore statunitense
- 16 febbraio - Carles Pérez, calciatore spagnolo
- 16 febbraio - Wellissol, calciatore brasiliano
- 16 febbraio - Kim Su-ji, tuffatrice sudcoreana
- 16 febbraio - Peter Vindahl Jensen, calciatore danese
- 16 febbraio - Giovanni Andrea Zanon, violinista italiano
- 16 febbraio - Berkay Öğretir, nuotatore turco
- 17 febbraio - Eric Barrios, calciatore argentino
- 17 febbraio - Jhony Brito, giocatore di baseball dominicano
- 17 febbraio - Lukas Britschgi, pattinatore artistico su ghiaccio svizzero
- 17 febbraio - Kayla Cromer, attrice statunitense
- 17 febbraio - Antoine Debons, ciclista su strada svizzero
- 17 febbraio - Jhonathan Dunn, cestista statunitense
- 17 febbraio - Kyle Edwards, calciatore inglese
- 17 febbraio - Gianlucca Fatecha, calciatore paraguaiano
- 17 febbraio - Brian Fobbs, cestista statunitense
- 17 febbraio - Enzo Giménez, calciatore paraguaiano
- 17 febbraio - Dennis Johnsen, calciatore norvegese
- 17 febbraio - Mohamed Katir, mezzofondista spagnolo
- 17 febbraio - Oleh Kožuško, calciatore ucraino
- 17 febbraio - Morgenštern, rapper e youtuber russo
- 17 febbraio - Dušan Novaković, giocatore di football americano serbo
- 17 febbraio - Amira Ould Braham, calciatrice algerina
- 17 febbraio - Alan Robledo, calciatore argentino
- 17 febbraio - Hannes Soomer, pilota motociclistico estone
- 17 febbraio - Virginia Stablum, modella italiana
- 17 febbraio - Fotyen Tesfay, mezzofondista etiope
- 17 febbraio - Zach VanValkenburg, giocatore di football americano statunitense
- 17 febbraio - Devin White, giocatore di football americano statunitense
- 18 febbraio - Ronaldo Chacón, calciatore venezuelano
- 18 febbraio - Nicolas Ciamin, pilota di rally francese
- 18 febbraio - Tiffany Clark, pallavolista statunitense
- 18 febbraio - Mees Hoedemakers, calciatore olandese
- 18 febbraio - Michał Kaput, calciatore polacco
- 18 febbraio - Kevin Kuhn, ciclocrossista, ciclista su strada e mountain biker svizzero
- 18 febbraio - Elina Lampela, astista finlandese
- 18 febbraio - Simone Lo Faso, calciatore italiano
- 18 febbraio - Pierre-Louis Loubet, pilota di rally francese
- 18 febbraio - Simen Lyngbø, calciatore norvegese
- 18 febbraio - Denis Makarov, calciatore russo
- 18 febbraio - Angelo Preciado, calciatore ecuadoriano
- 18 febbraio - Francis Ross, calciatore scozzese
- 18 febbraio - Emiliano Sosa, calciatore uruguaiano
- 18 febbraio - Premanan Sripanich, attore televisivo thailandese
- 18 febbraio - Layne Van Buskirk, pallavolista canadese
- 18 febbraio - Alex Yee, triatleta e mezzofondista britannico
- 19 febbraio - Lexii Alijai, rapper statunitense († 2020)
- 19 febbraio - Brian Farioli, calciatore argentino
- 19 febbraio - Katharina Gerlach, tennista tedesca
- 19 febbraio - Wadeline Jonathas, velocista statunitense
- 19 febbraio - Mike Lewis, cestista statunitense
- 19 febbraio - Felipe Meligeni Alves, tennista brasiliano
- 19 febbraio - Joaquín Novillo, calciatore argentino
- 19 febbraio - Alice Pagani, attrice, modella e scrittrice italiana
- 19 febbraio - Chappell Roan, cantautrice statunitense
- 19 febbraio - Nikolai Laursen, calciatore danese
- 19 febbraio - Shefit Shefiti, calciatore macedone
- 19 febbraio - Matías Tagliamonte, calciatore argentino
- 19 febbraio - Annahita Zamanian, calciatrice francese
- 20 febbraio - Denis Adamov, calciatore russo
- 20 febbraio - Emam Ashour, calciatore egiziano
- 20 febbraio - Ben Bredeson, giocatore di football americano statunitense
- 20 febbraio - Elisa Cinti, calciatrice italiana
- 20 febbraio - Mohammed Dauda, calciatore ghanese
- 20 febbraio - Kyla Graham, slittinista canadese
- 20 febbraio - Aron Kifle, mezzofondista eritreo
- 20 febbraio - Clarence Munyai, velocista sudafricano
- 20 febbraio - Luizão, calciatore brasiliano
- 20 febbraio - Mariano Peralta Bauer, calciatore argentino
- 20 febbraio - Matthias Verreth, calciatore belga
- 20 febbraio - Richard Wartmann, giocatore di football americano svizzero
- 21 febbraio - Èrnist Baatyrkanov, calciatore kirghiso
- 21 febbraio - Michael Brisker, cestista israeliano
- 21 febbraio - Adam Frizzell, calciatore scozzese
- 21 febbraio - Yemane Haileselassie, siepista e mezzofondista eritreo
- 21 febbraio - Michaela Hrubá, altista ceca
- 21 febbraio - Muharrem Jashari, calciatore kosovaro
- 21 febbraio - Wilfried Kanga, calciatore ivoriano
- 21 febbraio - Kertu Laak, pallavolista estone
- 21 febbraio - Manuel Ordas, rugbista a 15 spagnolo
- 21 febbraio - Philipp Sander, calciatore tedesco
- 21 febbraio - Sheikh Sibi, calciatore gambiano
- 21 febbraio - Jordan Usher, cestista statunitense
- 22 febbraio - Mark Al-Khoury, cestista libanese
- 22 febbraio - Andrea Cattaneo, canottiere italiano
- 22 febbraio - Gabriele Cunningham, ostacolista statunitense
- 22 febbraio - Azizjon G'aniyev, calciatore uzbeko
- 22 febbraio - Ronei Gebing, calciatore brasiliano
- 22 febbraio - Joyner Holmes, cestista statunitense
- 22 febbraio - Juliana, cantante e attrice colombiana
- 22 febbraio - Pablo Martínez, calciatore spagnolo
- 22 febbraio - Kristina Paul', snowboarder russa
- 22 febbraio - Einer Rubio, ciclista su strada colombiano
- 22 febbraio - Sophie Wilde, attrice australiana
- 23 febbraio - Hubert Adamczyk, calciatore polacco
- 23 febbraio - Nenad Dimitrijević, cestista macedone
- 23 febbraio - Gonzalo Gómez, calciatore argentino
- 23 febbraio - Karoline Haugland, calciatrice norvegese
- 23 febbraio - James Justin, calciatore inglese
- 23 febbraio - Juan Camilo Mesa, calciatore colombiano
- 23 febbraio - Nemania Milogevits, calciatore greco
- 23 febbraio - Kira Marie Peter-Hansen, politica danese
- 23 febbraio - Rhamondre Stevenson, giocatore di football americano statunitense
- 23 febbraio - Darko Talić, cestista bosniaco
- 23 febbraio - Xiao Yanning, sincronetta cinese
- 23 febbraio - Nuno Namora, calciatore portoghese
- 24 febbraio - Kristers Aparjods, slittinista lettone
- 24 febbraio - Joan Cervós, calciatore andorrano
- 24 febbraio - Nicolas Debeaumarché, ciclista su strada francese
- 24 febbraio - Remy Gardner, pilota motociclistico australiano
- 24 febbraio - Baboucarr Gaye, calciatore tedesco
- 24 febbraio - Will Jordan, rugbista a 15 neozelandese
- 24 febbraio - Luis Kaçorri, calciatore albanese
- 24 febbraio - Weldon Langat, mezzofondista keniano
- 24 febbraio - Jovana Kocić, pallavolista serba
- 24 febbraio - Alex Marshall, calciatore giamaicano
- 24 febbraio - Khalid Muneer, calciatore qatariota
- 24 febbraio - Asato Miyagawa, calciatrice giapponese
- 24 febbraio - Olaf Nowak, calciatore polacco
- 24 febbraio - Alessandro Semprini, calciatore italiano
- 25 febbraio - Hanna Chang, tennista statunitense
- 25 febbraio - Nicholas D'Agostino, calciatore australiano
- 25 febbraio - Oumar Gonzalez, calciatore camerunese
- 25 febbraio - Aleksandra Lipska, pallavolista polacca
- 25 febbraio - Matheus Pereira, calciatore brasiliano
- 25 febbraio - Oriol Rey, calciatore spagnolo
- 25 febbraio - Ismaïla Sarr, calciatore senegalese
- 25 febbraio - Matic Vesel, cestista sloveno
- 26 febbraio - Trevor Bassitt, ostacolista e velocista statunitense
- 26 febbraio - Pietro Canzio, ex sciatore alpino italiano
- 26 febbraio - Zoe Chore, sciatrice freestyle canadese
- 26 febbraio - Rohan Gotobed, attore britannico
- 26 febbraio - Yetur Gross-Matos, giocatore di football americano statunitense
- 26 febbraio - Makenna Jones, tennista statunitense
- 26 febbraio - Benny Snell Jr., giocatore di football americano statunitense
- 26 febbraio - Kamil Wojtkowski, calciatore polacco
- 26 febbraio - André Sousa, calciatore portoghese
- 27 febbraio - Elisa Balsamo, ciclista su strada e pistard italiana
- 27 febbraio - Trent Buhagiar, calciatore maltese
- 27 febbraio - Todd Cantwell, calciatore inglese
- 27 febbraio - Felix Gall, ciclista su strada austriaco
- 27 febbraio - Azmi Ghouma, calciatore tunisino
- 27 febbraio - Borna Gojo, tennista croato
- 27 febbraio - Chevez Goodwin, cestista statunitense
- 27 febbraio - Joel Lew, calciatore uruguaiano
- 27 febbraio - Cheng Meng, calciatore cambogiano
- 27 febbraio - Adam Seiko, cestista statunitense
- 27 febbraio - Anne Vilde Tuxen, tuffatrice norvegese
- 27 febbraio - Daniela Ulbing, snowboarder austriaca
- 27 febbraio - Werner Visser, discobolo e pesista sudafricano
- 27 febbraio - Bálint Vogyicska, calciatore ungherese
- 28 febbraio - Spencer Brown, giocatore di football americano statunitense
- 28 febbraio - Belmont Cameli, attore e modello statunitense
- 28 febbraio - Barthélémy Chinenyeze, pallavolista francese
- 28 febbraio - Hebert Conceição, pugile brasiliano
- 28 febbraio - Eduardo Darias, calciatore uruguaiano
- 28 febbraio - Edmilsa Governo, atleta paralimpica mozambicana
- 28 febbraio - Jenna Gray, pallavolista statunitense
- 28 febbraio - Teun Koopmeiners, calciatore olandese
- 28 febbraio - Ryan Leak, calciatore gallese
- 28 febbraio - Yagoub Mustafa, calciatore sudsudanese
- 28 febbraio - Brian Orosco, calciatore argentino
- 28 febbraio - Cassius Winston, cestista statunitense